# Gerry Taggart
Gerald Taggart, detto Gerry (Belfast, 18 ottobre 1970), è un allenatore di calcio ed ex calciatore nordirlandese.

## Carriera
Da giocatore ha vestito le maglie di Manchester City, Barnsley Football Club, Bolton Wanderers, Leicester City (dove fu compagno di squadra di Dickov) e Stoke City.
Nell'estate del 2004, durante l'amichevole di precampionato Roma-Stoke City, effettua una durissima entrata su Damiano Tommasi a cui causa la rottura del crociato anteriore, del crociato posteriore, del collaterale mediale esterno e interno, dei due menischi, infrazione dei condili e del piatto tibiale. Il centrocampista giallorosso avrà bisogno di riabilitazione lunga più di un anno per poter tornare in campo.
Ha anche disputato 51 incontri con la nazionale di calcio dell'Irlanda del Nord tra il 1990 ed il 2003, e della squadra è stato anche capitano.

## Palmarès

### Giocatore
- Second Division: 1

Bolton: 1996-1997
- Coppa di Lega inglese: 1

Leicester City: 1999-2000